# Cynthia Joanne Brokaw
Cynthia Joanne Brokaw es una profesora y escritora estadounidense, especialista en la China Imperial tardía (1400-1900). Actualmente ejerce en la Universidad de Brown como profesora de historia, especialmente de la China antigua e imperial. Además se dedica a la investigación de la historia del libro en China.

## Trayectoria
Cynthia Brokaw se licenció en Historia por la Universidad Wellesley College en el año 1972. Dos años más tarde, en 1974, se graduó de máster en Estudios Regionales de Asia Oriental por la Universidad de Harvard. En 1984 se convertiría en Doctora en Historia y Lenguas Asiáticas del Este por la Universidad de Harvard.
Comenzó su carrera como docente en 1984 en la Universidad de Vanderbilt, en la que estuvo tres años como profesora auxiliar de Historia. Desde 1987 hasta 1991 fue profesora auxiliar de Historia en la Universidad de Oregón, y durante los siguientes diez años, de 1991 a 2001, fue profesora adjunta en la misma Universidad. En 2001 se convirtió en profesora adjunta en la Universidad Estatal de Ohio, y de 2006 a 2009 fue profesora de Historia. Desde 2009 hasta la actualidad imparte diferentes asignaturas de Historia en la Universidad Brown.
Compagina su trabajo como docente con la escritura y la investigación sobre el papel que la imprenta desempeñó en la cultura china a lo largo de la dinastía Qing (1644-1911). Ha publicado sobre estas investigaciones en numerosos libros, reseñas de otros libros, artículos de revistas, reimpresiones y ensayos, además de participar en numerosas conferencias y cursos sobre su especialidad.
Es miembro de la Association for Asian Studies, American Historical Association, Society for Ming Studies y Society for Qing Studies.

## Investigación
Cynthia Brokaw centra su investigación en la historia del libro en China desde finales del siglo XVI hasta principios del siglo XX, es decir, desde el comienzo del gran auge de las publicaciones mediante bloques de madera que marcó el último Ming hasta el final de la dinastía Qing, cuando las publicaciones de bloques de madera estaban en declive. Trabaja sobre cómo el conocimiento textual fue transmitido a todas las clases sociales, no solo a las élites, a lo largo de las últimas dinastías Ming y Qing, y cuáles fueron las repercusiones políticas, sociales y culturales de esa transmisión del conocimiento. Para ello, estudia el incremento y difusión de las publicaciones comerciales en China, el desarrollo de redes de venta de libros y la cultura del libro que se difundió a través de estas redes a lo largo de los siglos XVII, XVIII, XIX y principios del XX.

## Obras
- The Ledgers of Merit and Demerit: Social Change and Moral Order in Late Imperial China (Princeton: Princeton University Press, 1991).[5]

- Printing and Book Culture in Late Imperial China, editado con Kai-wing Chow (Berkeley and Los Angeles: University of California Press, 2005).[6]

- Commerce in Culture: The Sibao Book Trade in the Qing and Republican Periods (Harvard University Asia Center, 2007).[7]

- From Woodblocks to the Internet: Chinese Publishing and Print Culture in Transition, editado con Christopher A. Reed (Leiden and Boston: Brill, 2010).[8]

- The History of the Book in East Asia, editado con Peter Kornicki (Franham, UK: Ashgate Publishing Limited, 2013).[9]

- Regional Publishing and Late Imperial Scholarship: The Zunjing shuyuan  尊經書院 of Chengdu and Scholarly Publication in Late-Qing Sichuan, editado por Michela Bussotti and Jean-Pierre Drège (Geneva: Librairie Droz, 2014).